# حسن الطالباني
حسن بن الشيخ عبد الله بن الشيخ رضا الطالباني هو سياسي عراقي كردي، ولد في بغداد سنة 1913. شغل مناصب مختلفة في العراق في العهدين الملكي والجمهوري. تخرج من كلية الحقوق سنة 1934، وعمل محاميا.
شغل منصب متصرف لواء السليمانية سنة 1946 خلفا لمعروف جياووك. تنقل بعد ذلك متصرفا لثمانية ألوية.
وفي سنة 1958، شغل منصب مدير عام التوجيه والإذاعة العراقية، والتي كانت تلحق بها المطبوعات والصحافة.
شغل منصب وزير المواصلات والأشغال بعد التعديل الوزاري الثاني في حكومة عبد الكريم قاسم بتاريخ في 7 شباط 1959 خلفا للسيد بابا علي الشيخ محمود وبقي في المنصب حتى 13 تموز 1959.
وفي في 21 تشرين الأول 1960، شغل منصب وزير الشؤون الاجتماعية خلفا لعبد الوهاب الأمين، وشغل منصب وزير المواصلات بالوكالة عام 1961. بقى حسن الطالباني في منصبه حتى ثورة 8 شباط 1963.